# Филе (спускаем апарат)
Спускаемият апарат Филе (на английски: Philae lander) е роботизирана сонда, разработена от Европейската космическа агенция специално за кацане върху комети. Включен е като съставна част на космическия апарат Розета, изпратен да изследва кометата 67P/Чурюмов-Герасименко. Сондата Филе каца върху кометата на 12 ноември 2014 г. и това е първото кацане въобще на изкуствен апарат върху ядрото на комета в историята на човечеството.

## Произход на наименованието
Названието за апарата е било избрано в резултат от конкурс, проведен през 2004 г. сред жителите на страните участнички в проекта, на възраст от 12 до 25 години. Побеждава 15-годишната Серена Олга Висмара (на италиански: Serena Olga Vismara) от Арлуно край Милано (Италия).
Названието на спускаемия апарат е свързано с разшифроването на древноегипетски надписи. На остров Филе в река Нил е бил намерен обелиск с йероглифен надпис, споменаващ цар Птолемей VIII и цариците Клеопатра II и Клеопатра III. Надписът, в който учените разпознават имената „Птолемей“ и „Клеопатра“, помага да се разшифроват древноегипетските йероглифи.
На свой ред, названието „Розета“ произлиза от знаменития Розетски камък – каменна плоча с издълбани на нея три идентични по смисъл текста, два от които са написани на древноегипетски език (единият – с йероглифи, другият – с демотично писмо), а третият е написан на древногръцки език. Сравнявайки текстовете от Розетския камък, учените успяват да разшифроват древноегипетските йероглифи; по аналогия, с помощта на космическия апарат „Розета“ учените са се надявали да разберат как е изглеждала Слънчевата система преди образуването на планетите.

## Полет и кацане
Космическият апарат Розета заедно с Филе са изстреляни с помощта на ракетата-носител Ариана 5 от космодрума Куру във Френска Гвиана на 2 март 2004 г. Сондата Филе е конструирана за управляемо меко кацане върху повърхността на комета. През август 2014 г. Розета влиза стабилно в орбита около кометата 67P/Чурюмов-Герасименко. Започва търсене на най-подходящото място за успешно кацане. Избрана е локацията J на малко възвишение, която след международен конкурс-допитване получава името Агилкия, по името на едноименния остров на р. Нил. (На този остров били преместени всички археологически паметници, включително и храмът на Изида, от остров Филе, който остава под водата след построяване на Асуанския язовир).
Непланирано кацане
На 12 ноември 2014, след седемчасово спускане, сондата Филе каца върху повърхността на кометата. По-късно става ясно, че след първия си контакт с кометата сондата прави два отскока до окончателното си кацане. При спускането сондата набира скорост 1 m/s, доста висока за кацане върху комета с малка гравитация. Ударът се погасява от амортисьори, но не сработва двигателят, който е трябвало да притисне сондата към повърхността. Не се изстрелват и закрепващите харпуни. В резултат сондата отскача със скорост 38 cm/s, издига се до 1 km над повърхността и лети около 1 час и 50 мин. Ако скоростта на отскока е била повече от 44 cm/s, сондата е щяла да се загуби в космоса поради ниската гравитация. Вторият отскок вече е по-малък, Филе отскача само за 7 минути, но при третото си кацане сондата застава в не особено стабилно положение, под ъгъл 30°, на края на скалиста неравност и в сянката на голяма скала. Това се оказва неблагоприятно за слънчевото захранване. Оптимистичната прогноза за дълготрайност на работата на сондата е 4 – 5 месеца.

## Технически характеристики
- Маса 100 kg
- Размери: 1х1х0,8 m
- Захранване: първоначално от еднократна батерия, по-късно от акумулатор, който се зарежда със слънчева енергия

## Научна апаратура
- APXS – Рентгенов спектометър, който улавя α-частици и рентгеново излъчване, даващи информация за химическия състав на повърхността
- CIVA – Система от 7 еднакви камери за получаване на панорамни или стереоснимки
- CONSERT – Уред за томографско изследване на сърцевината на кометата с помощта на радиоимпулси
- COSAC – Комбиниран уред – газов хроматограф и мас-спектрометър на повърхностния слой, способен да изследва летливостта на органични вещества
- MUPUS – Уред, измерващ плътността, механичните свойства и температурата на повърхностния и подповърхностния слой
- Ptolemy – Уред за измерване на съотношението между стабилните изотопи в ключови летливи изотопи в ядрото на кометата
- ROLIS – CCD-камера с висока разрешителна способност, използвана основно по време на кацането върху кометата
- ROMAP – магнитометър за изучаване на магнитното поле на кометата и влиянието на слънчевия вятър
- SESAME – Сборен уред със сензори за изследване на електрическите, сеизмичните и акустичните явления на повърхността
- SD2 – Сонда за добиване на образци до дълбочина 25 cm за по-нататъшно изследване.

В създаването на спускаемия модул Филе взимат участие учени (по азбучен ред) от Австрия, Великобритания, Германия, Ирландия, Италия, Полша, Русия, Унгария, Финландия и Франция.

## Любопитно
Първоначалната цел е била кометата 46P/Виртанен, но поради авария в ракетата-носител Ариана 5 се пропуска стартовият прозорец за достигането ѝ. Тогава е избран резервният вариант – кометата 67P/Чурюмов-Герасименко.